# کریستین همیل
کریستین مری همیل (انگلیسی: Christine Mary Hamill؛ ۲۴ ژوئیهٔ ۱۹۲۳ – ۲۴ مارس ۱۹۵۶) ریاضی‌دان اهل انگلستان بود که در نظریه گروه‌ها و هندسه متناهی تخصص داشت. وی در سال ۱۹۵۶ از فلج اطفال درگذشت.